# Xichong
Xichong (en chino, 西充; pinyin, Xīchōng) es un condado bajo la administración directa de la ciudad-prefectura de Nanchong. Se ubica en la provincia de Sichuan, centro-sur de la República Popular China. Su área es de 1108 km² y su población total para 2010 superó los 500 mil habitantes. 

## Administración
Desde julio de 2020, el Condado Xichong se divide en 23 pueblos que se administran en 2 subdistritos, 16 poblados y 5 villas.

## Toponimia
El topónimo Xichong se compone de los sinogramas Xi que significa 'occidente'  y Chong (nombre de lugar), lo que da como resultado 'al occidente de Chong' . Debido a una variedad de antiguas fuentes, existen diferentes opiniones sobre el topónimo para Chong. Generalmente se dice que Chong indica su dirección ante el importante Condado Chong'guo (充国县).
En el año 90 del siglo I, durante la dinastía Ha se restableció el Condado  Chongguo (充国县), este condado fue dividido posteriormente (año 194) en dos partes: Chongguo del Sur (南充国 Nanchong Guo) y Chongguo occidental (西充国 Xichong Guo).
Según el Diccionario de Orígenes de Nombres de Lugares de China, en el noroeste de la ciudad se encuentra la montaña Xichong (西充山), y el nombre lo toma de esa montaña. 
Otra teoría sugiere que el nombre se debe a que el condado se estableció a partir de la parte occidental de Nanchong.